# Laura Gillen
Laura Anne Gillen, née le 10 juillet 1969, est une avocate et femme politique américaine, membre de la Chambre des représentants des États-Unis pour le quatrième district de New York. Démocrate, elle est précédemment superviseure de la ville de Hempstead, New York.

## Éducation et début de carrière
Gillen grandit à Baldwin, New York. Elle obtient son diplôme de premier cycle en sciences politiques et en gouvernement de l'université de Georgetown et son Juris Doctor de la faculté de droit de l'université de New York. Gillen exerce le droit du contentieux commercial chez Westerman Ball Ederer Miller Zucker & Sharfstein, LLP. Avant de fréquenter la faculté de droit, Gillen travaille comme instructrice de plongée sous-marine en Thaïlande.

## Début de carrière politique
En 2017, Gillen bat de justesse le titulaire Anthony J. Santino au poste de superviseure de la ville de Hempstead, devenant ainsi la première démocrate en 100 ans élue à ce poste. Lors des élections générales de 2017, Gillen dépense 1,2 million de dollars de plus et gagne avec une marge de 2 268 voix,.
Au cours de sa campagne de 2017 pour le poste de superviseure, Gillen critique le traitement réservé par Santino à ses collègues du conseil municipal, Bruce Blakeman et Erin King-Sweeney. Les deux membres du conseil municipal ont contesté une proposition de Santino visant à interdire aux membres du conseil de percevoir plus de 125 000 $ de revenus extérieurs. Bien que Santino ait nié les faits, les deux avocats ont soutenu qu'il s'agissait d'une tentative de les éjecter du conseil d'administration. Blakeman franchira plus tard les lignes du parti pour soutenir Gillen en octobre.
En mai 2018, Gillen publie un plan d'investissement quinquennal qui comprend la réhabilitation d'une installation municipale 311 et d'un laboratoire d'analyse de l'eau ainsi que 160 millions de dollars de dépenses d'investissement pour les autoroutes.

## Chambre des représentants des États-Unis

### Élections

#### 2022
En 2022, elle se présente aux élections de la Chambre des représentants des États-Unis pour le 4e district de l'État de New York, un siège laissé vacant par la représentante sortante Kathleen Rice. Elle remporte la primaire, mais perd l'élection générale face au républicain Anthony D'Esposito.

#### 2024
Gillen annonce qu'elle se présente à nouveau contre D'Esposito en 2024. Elle le bat de justesse à l'élection générale, redonnant le siège aux démocrates. Au cours de sa campagne, elle déclare qu'elle s'opposait à la mise en place d'une tarification de la congestion.